# San Antonio del Sur
San Antonio del Sur è un comune di Cuba, situato nella provincia di Guantánamo.